# دورس د کامپس
دورس د کامپس (به پرتغالی: Dores de Campos) یک منطقهٔ مسکونی در برزیل است که در میناز ژرایس واقع شده‌است. دورس د کامپس ۱٬۴۳۷ کیلومتر مربع مساحت و ۱۰٬۲۲۳ نفر جمعیت دارد و ۹۵۶ متر بالاتر از سطح دریا واقع شده‌است.